# LSK Rapid Skoplje
LSK Rapid Skoplje bio je sjevernomakedonski nogometni klub iz Skoplja.
Osnovan je u travnju 1924.